# ألبان سوريا
ألبان سوريا يمثلون ما يقارب 5 آلاف إلى 10 آلاف من السكان، يتوزعون بشكل رئيسي في مدن دمشق وحلب وحماة واللاذقية. يعرف الألبان في سوريا أيضاً باسم الأرناؤوط.

## مناطق الوجود
في دمشق توجد أحياء خاصة بالألبان تعود للقرن العشرين، من أشهرها حي الديوانية الذي يعرف بين عامة الناس باسم محلة الأرناؤوط، ويقع فيها جامع الأرناؤوط الذي بناه وهبي سليمان غاوجي، رجل دين سوري من مواليد إشقودرة الألبانية. كما تقطن عدة أسر ألبانية حي القدم بدمشق.

## التاريخ

### هجرة الألبان من البلقان
أدى ضم سوريا إلى الدولة العثمانية إلى جلب جنود الإنكشارية للمراكز الحضرية في سوريا مثل دمشق، التي كان حضور الجنود الألبان في القرن السابع عشر فيها بارزاً إلى جانب قوات عثمانية من عرقيات أخرى.
ترجع بداية استقرار مجتمع ألباني في سوريا إلى أوائل القرن التاسع عشر، حيث رفض عدد من الجنود الألبان الذين كانوا في جيش محمد علي باشا والي مصر الألباني الأصل العودة مع الجيش إلى مصر. وانتقل حوالي 100-200 أسرة ألبانية الأصل من مصر إلى سوريا.
هاجر الألبان بأعداد كبيرة إلى سوريا في أواخر القرن التاسع عشر وأوائل القرن العشرين. كانت أكبر موجة هجرة خلال 1912-1913، حيث هرب الألبان من حروب البلقان. وصل ألبان من إشقودرة في 1924 واستقروا في دمشق، ووصلت مجموعة أخرى إلى سوريا في 1931 من يوغوسلافيا هروباً من الاضطهاد الصربي.
منذ العصر العثماني حتى وقت قريب استمرت الهجرة الألبانية إلى سوريا حيث كان طلبة وعلماء الدين الإسلامي الألبان يرحلون إلى دمشق. بقي بعض هؤلاء المهاجرين واستقروا في أحياء دمشق من أبرزها حي ساروجة وحي المهاجرين. كان بعض أفراد المجتمع الألباني في سوريا صوفية وأسهموا في نشر الصوفية في بلدهم الأم، بينما كانت فئة منهم ذات توجه سلفي. وبشكل عام، فإن رجال الدين الألبان في سوريا أصحاب توجه محافظ، ومذهبهم الرئيسي هو مذهب أهل السنة والجماعة. وقد برز الألبان كعلماء دين في سوريا، لعل من أبرزهم على الإطلاق محمد ناصر الدين الألباني المحدث المشهور. كما برز الألبان في سوريا في مجالات أخرى كأدباء وشعراء ونقاد وروائيين أسهموا في الثقافة السورية بأعمالهم وأنشطتهم، ومن أبرزهم معروف الأرناؤوط. كما انخرط الألبان في سوريا في المجالات السياسية والاقتصادية والعسكرية.
في الوقت الحاضر، انحصرت معرفة اللغة الألبانية بين الأجيال القديمة من ألبان سوريا، ولم تنجح جهود نقل اللغة إلى الأجيال الشابة، حيث لا يتحدثون الألبانية ولا يعرفون منها سوى بضع كلمات. وقعت زيجات وروابط عائلية بين الألبان وبين أسر سورية ليست من أصول ألبانية.

## أشخاص بارزون

### في عصر الدولة العثمانية
- قره مراد باشا، قائد عسكري عثماني، تولى منصب الصدر الأعظم للدولة العثمانية، توفي في حماة.

### ما بعد الدولة العثمانية
- محمد ناصر الدين الألباني، فقيه ومحدث.
- شعيب الأرنؤوط، محدث ومحقق.
- عبد القادر الأرناؤوط، محدث ومحقق.
- وهبي سليمان غاوجي، فقيه حنفي.
- معروف الأرناؤوط، أديب وروائي.
- عائشة أرناؤوط، شاعرة وروائية.
- محمد موفق الأرناؤوط، باحث اجتماعي.